# ایکینجی چای‌لی
ایکینجی چای‌لی (به لاتین: İkinci Çaylı) یک منطقه مسکونی در جمهوری آذربایجان است که در شهرستان شماخی واقع شده است. ایکینجی چای‌لی ۵۱۰ نفر جمعیت دارد.